# Dipartimento di Olancho
Il dipartimento di Olancho è un dipartimento dell'Honduras centrale avente come capoluogo Juticalpa. È il più vasto dipartimento dell'Honduras.

## Geografia fisica
Alcune montagne accidentate si ergono nella parte occidentale e settentrionale del dipartimento, fra cui notevoli sono la Sierra de Agalta, la Montaña de Tembladeros e la Montaña de Botaderos. Vaste foreste di pini e latifoglie ricoprono le montagne. L'Olancho centrale presenta pianure ondulate, percorse dal fiume Guayape e dai suoi affluenti. Queste pianure, a volte chiamate pampas per la somiglianza con le vaste pianure argentine, sono famose per i grandi allevamenti di bestiame e l'agricoltura estensiva. Si trovano qui le città principali, Juticalpa e Catacamas. La parte orientale del dipartimento è ricoperta da foreste pluviali, sebbene l'afflusso di contadini impoveriti e senza terra e il taglio di legname abbia aumentato la deforestazione della regione. Una porzione della Riserva della biosfera del Río Plátano, una foresta pluviale tropicale con ricca fauna, dichiarata patrimonio mondiale dell'umanità dall'UNESCO, si trova a cavallo tra l'Olancho e i dipartimenti di Gracias a Dios e di Colón.
Il fiume Guayape è famoso per i giacimenti auriferi le cui concessioni sono utilizzate oggi dalla società Eurocantera (Goldlake Group), specializzata nell'estrazione di cosiddetto Oro etico. Per la prima volta sfruttati dagli spagnoli durante il periodo coloniale, questi giacimenti d'oro sono ancora produttivi. Alcuni abitanti della zona si dedicano al lavaggio delle sabbie lungo le sponde del fiume durante la stagione secca. Un dragaggio intensivo si effettua sempre durante la stagione secca in diversi tratti del fiume, compreso l'alto corso nelle regioni montane dell'affluente Rio Patuca. Nel territorio del dipartimento sono presenti anche alcuni inghiottitoi carsici come la Cueva de el Tigre.
La miniera di Talgua, nota come "La Miniera dei teschi splendenti", si trova vicino a  Catacamas. Era usata come luogo di sepoltura dagli indios, e con il tempo, le ossa si sono ricoperte da uno strato di calcite gocciolante dal soffitto, dando loro un'apparenza lugubre e luminosa. Test al radiocarbonio indicano che le sepolture risalgono circa al 900 a.C., ben prima dell'ascesa dei Maya e delle altre civiltà precolombiane. L'ossario fu scoperto nel 1994 dal volontario Timothy Berg, insieme con Desiderio Reyes e Jorge Yánez, e le ricerche archeologiche sono tuttora in corso nella zona.

## Storia
Nei secoli XVIII e XIX, Olancho si oppose al governo centrale di Tegucigalpa fino al punto di provocare una guerra civile.  Ancora oggi, antichi sentimenti indipendentisti persistono fra gli Olanchanos, sebbene il ruolo del  dipartimento nell'agricoltura l'abbia reso parte integrante dell'economia honduregna. L'ex presidente dell'Honduras, Manuel Zelaya Rosales, è originario di questo dipartimento, precisamente dalla città di Catacamas.

## Comuni
Il dipartimento di Olancho comprende 23 comuni:
- Campamento
- Catacamas
- Concordia
- Dulce Nombre de Culmí
- El Rosario
- Esquipulas del Norte
- Gualaco
- Guarizama
- Guata
- Guayape
- Jano
- Juticalpa
- La Unión
- Mangulile
- Manto
- Patuca
- Salamá
- San Esteban
- San Francisco de Becerra
- San Francisco de La Paz
- Santa María del Real
- Silca
- Yocón